# 렌가
렌가(일본어: 連歌)는 일본의 전통적인 시 형식의 일종이다. 가마쿠라 시대에서 시작됐고, 난보쿠초 시대에서 무로마치 시대까지 완성된 것으로 알려진다.

## 개요
렌가는 와카의 운율(5·7·5와 7·7의 음절)을 기반으로 여러 사람이 시를 주고받는 형식이다. 이중 5·7·5 음절에 해당하는 앞부분만을 떼어낸 것이 하이쿠로 발전했다.

## 같이 보기
- 와카
- 하이쿠